# Collinsonia punctata
Collinsonia punctata är en kransblommig växtart som beskrevs av Stephen Elliott. Collinsonia punctata ingår i släktet Collinsonia och familjen kransblommiga växter. Inga underarter finns listade i Catalogue of Life.